# Triumph and Agony
Albums de Warlock
True as Steel
(1986) -
Triumph and Agony est le quatrième (et dernier) album du groupe allemand Warlock. L'album se classa à la 80e position au Billboard 200 le 9 avril 1988 et resta 27 semaines dans les charts.

## Liste des titres
| No  | Titre                | Auteur                                 | Durée |
| --- | -------------------- | -------------------------------------- | ----- |
| 1.  | All We Are           | Doro Pesch, Joey Balin                 | 3:19  |
| 2.  | Three Minute Warning | Doro Pesch, Joey Balin                 | 2:30  |
| 3.  | I Rule the Ruins     | Doro Pesch, Joey Balin                 | 4:03  |
| 4.  | Kiss of Death        | Doro Pesch, Joey Balin, Niko Arvanitis | 4:08  |
| 5.  | Make Time for Love   | Doro Pesch, Joey Balin                 | 4:45  |
| 6.  | East Meets West      | Doro Pesch, Joey Balin                 | 3:34  |
| 7.  | Touch of Evil        | Doro Pesch, Joey Balin                 | 4:18  |
| 8.  | Metal Tango          | Doro Pesch, Joey Balin, Niko Arvanitis | 4:24  |
| 9.  | Cold, Cold World     | Doro Pesch, Joey Balin, Niko Arvanitis | 4:01  |
| 10. | Für immer            | Doro Pesch, Joey Balin                 | 4:12  |

## Composition du groupe
- Doro Pesch - chants
- Tommy Henriksen - basse
- Niko Arvanitis - guitare
- Tommy Bolan - guitare
- Michael Eurich - batterie
- Produit et arrangé par Joey Balin
- Conception de l'album: Steve Rinkoff et Larry Alexander
- Ingénieur du son: Roy Hendrickson